# Camp militaire allemand de Ranchal
Lors de la Seconde Guerre mondiale, un camp militaire allemand de trois hectares a été créé en 1942 à 870 m d'altitude sur la commune de Ranchal, dans le département du Rhône, 400 m à l'est du col des Écorbans par le sentier de grande randonnée 765 nord, près de l'intersection avec le GR7.
Il était utilisé pour repérer et localiser les avions alliés qui effectuaient des raids de nuit sur un rayon de 30 kilomètres environ jusqu'à Roanne, Villefranche-sur-Saône et Mâcon, ceci grâce à 2 radars Würzburg Riese FuMG 65 doté d'une parabole de 7.5 mètres de diamètre (balayage à 360 degrés, fréquence 560 mhz), d'après les archives allemandes. Pendant que l'un des radars suivait les avions ennemis, l'autre réglait les tirs de la DCA ou guidait les chasseurs chargés de les intercepter.
Ce camp a été détruit par les Allemands lors de leur départ en juin 1944, à la suite de l'avance des Alliés. Les militaires allemands auraient été tués par la suite dans les trains qui les évacuaient.
Il n'existe aucune photographie du camp à l'époque où il était en activité.